# Nejvyšší sovět Sovětského svazu

Státní znak SSSR

Nejvyšší sovět Sovětského svazu (rusky Верховный Совет СССР / Věrchovnyj Sovět SSSR, ukrajinsky Верховна Рада СРСР), neboli Nejvyšší rada SSSR, byl formálně nejvyšší orgán státní moci v Sovětském svazu. Existoval v letech 1938–1991 a do roku 1989 byl přímo volen občany. Předtím plnily jeho roli sjezdy sovětů. 
Sověty, od kterých pochází pojmenování SSSR, byly občanské výbory, které hrály důležitou roli v říjnové revoluci roku 1917 při uchopení moci bolševiky. Ti a jejich Komunistická strana SSSR drželi reálnou moc ve státě a Nejvyšší sovět formálně schvaloval rozhodnutí učiněná politbyrem Ústředního výboru Komunistické strany a dalšími orgány. 

## Pravomoci
Jmenoval vládu, měl zákonodárnou moc a byl jedinou institucí státu, která měla právo měnit ústavu. Nejvyšší sovět byl dvoukomorový parlament, skládal se ze Sovětu svazu a Sovětu národů. Sovět svazu byl volen podle volebních obvodů tak, aby připadal jeden poslanec na 300 000 obyvatel. Sovět národností byl volen podle svazových subjektů tak, aby připadalo 32 poslanců na každou svazovou republiku, 11 na každou autonomní republiku, 5 na každou autonomní oblast a 1 na každý národnostní okruh. Obě komory se podílely stejným dílem na zákonodárném procesu. Jeho členové byli podle ústavy z roku 1936 voleni na období čtyř let. Ústava z roku 1977 prodloužila volební období na pět let. 

## Organizace
Práci Nejvyššího sovětu vedlo Prezídium Nejvyššího sovětu sestávající z předsedy, místopředsedů (za každou svazovou republiku), sekretáře a dalších členů, které i zastávalo funkce hlavy státu.
V letech 1989–1991 měl Nejvyšší sovět formu stálého parlamentu volený sjezdem lidových poslanců Sovětského svazu. Předseda Nejvyššího sovětu byl do vytvoření funkce prezidenta SSSR roku 1990 současně hlavou státu.

## Předsedové prezídia Nejvyššího sovětu SSSR
1. Michail Ivanovič Kalinin (1922–1946)
2. Nikolaj Michajlovič Švernik (1946–1953)
3. Kliment Jefremovič Vorošilov (1953–1960)
4. Leonid Iljič Brežněv (1960–1964)
5. Anastáz Ivanovič Mikojan (1964–1965)
6. Nikolaj Viktorovič Podgornyj (1965–1977)
7. Leonid Iljič Brežněv (1977–1982)
8. Jurij Vladimirovič Andropov (1983–1984)
9. Konstantin Ustinovič Černěnko (1984–1985)
10. Andrej Andrejevič Gromyko (1985–1988)
11. Michail Sergejevič Gorbačov (1988–1989)

## Předsedové Nejvyššího sovětu SSSR
1. Michail Sergejevič Gorbačov (1989–1990)
2. Anatolij Ivanovič Lukjanov (1990–1991)